# George Beauchamp
George Delmetia Beauchamp (18. března 1899 – 30. března 1941) byl vynálezce hudebních nástrojů a spoluzakladatel National String Instrument Corporation a Rickenbacker. Předtím, než se pustil do výroby vlastních elektrických lap steel kytar, elektrických kytar, baskytar a ozvučovací techniky, hrával na housle a na lap steel guitar. Stal se známým díky výrobě Frying pan (pánev). Zemřel na infarkt během rybaření poblíž Los Angeles v Kalifornii.